# Dactylocladius heptatomus
Dactylocladius heptatomus är en tvåvingeart som först beskrevs av Jean-Jacques Kieffer 1915.  Dactylocladius heptatomus ingår i släktet Dactylocladius och familjen fjädermyggor.
Artens utbredningsområde är Danmark. Inga underarter finns listade i Catalogue of Life.